# Eomaia scansoria
Eoamaia scansoria és un mamífer extint que podria ser un dels euteris més antics coneguts fins ara.
El fòssil d'Eomaia fou descobert a la formació de Yixian, a la província de Liaoning, a la Xina. Data del Barremià, al Cretaci inferior.
El fòssil fa uns deu centímetres de longitud i està pràcticament complet. Les estimacions del seu pes corporal varien entre 20 i 25 g. Està excepcionalment ben conservat per ser un fòssil de 125 milions d'anys d'antiguitat. Tot i que té el crani aixafat, són visibles les dents, els minúsculs ossos de les potes, els cartílags i fins i tot el contorn del pelatge.